# A Big Hand for the Little Lady
A Big Hand for the Little Lady (br Jogada Decisiva) é um filme de faroeste estadunidense de 1966, produzido e dirigido por Fielder Cook  para a  Warner Bros. Pictures. O roteiro de Sidney Carroll adapta uma peça de teatro própria, para TV, chamada Big Deal in Laredo, exibida no programa The DuPont Show of the Week em 1962, estrelada por Walter Matthau.

## Elenco
- Henry Fonda...Meredith
- Joanne Woodward...Mary
- Jason Robards...Henry P.G. Drummond
- Paul Ford...C.P. Ballinger
- Charles Bickford...Benson Tropp
- Burgess Meredith...Doc Joseph Scully
- Kevin McCarthy...Otto Habershaw
- Robert Middleton...Dennis Wilcox
- John Qualen...Jesse Buford
- Percy Helton...Kevin McKenzie
- Virginia Gregg...Madame Drummond
- Chester Conklin...Velho no Saloon

## Sinopse
Os cinco homens mais ricos do território se encontram anualmente em Laredo, Texas para um jogo de pôquer. Desta feita, porém, a partida é interrompida pela chegada do fazendeiro Meredith e a família, a bonita Mary e o pequeno Jakie. Meredith aparenta ser um jogador compulsivo e logo se interessa ao saber do jogo, mas a esposa tenta impedi-lo. Um dos jogadores, o advogado Otto, simpatiza com Marie e permite que Meredith assista a disputa, num recinto afastado no hotel. Não demora e Meredith logo entra no jogo, apostando todas as suas economias. Mas o frio Drummond só quer arruiná-lo e a única chance do fazendeiro é que a mulher arrume dinheiro emprestado com o sovina banqueiro da cidade para que possa terminar a partida.

## Indicações a prêmios
Joanne Woodward foi indicada ao Golden Laurel Award por melhor atuação feminina em comédia.